# هیبیا

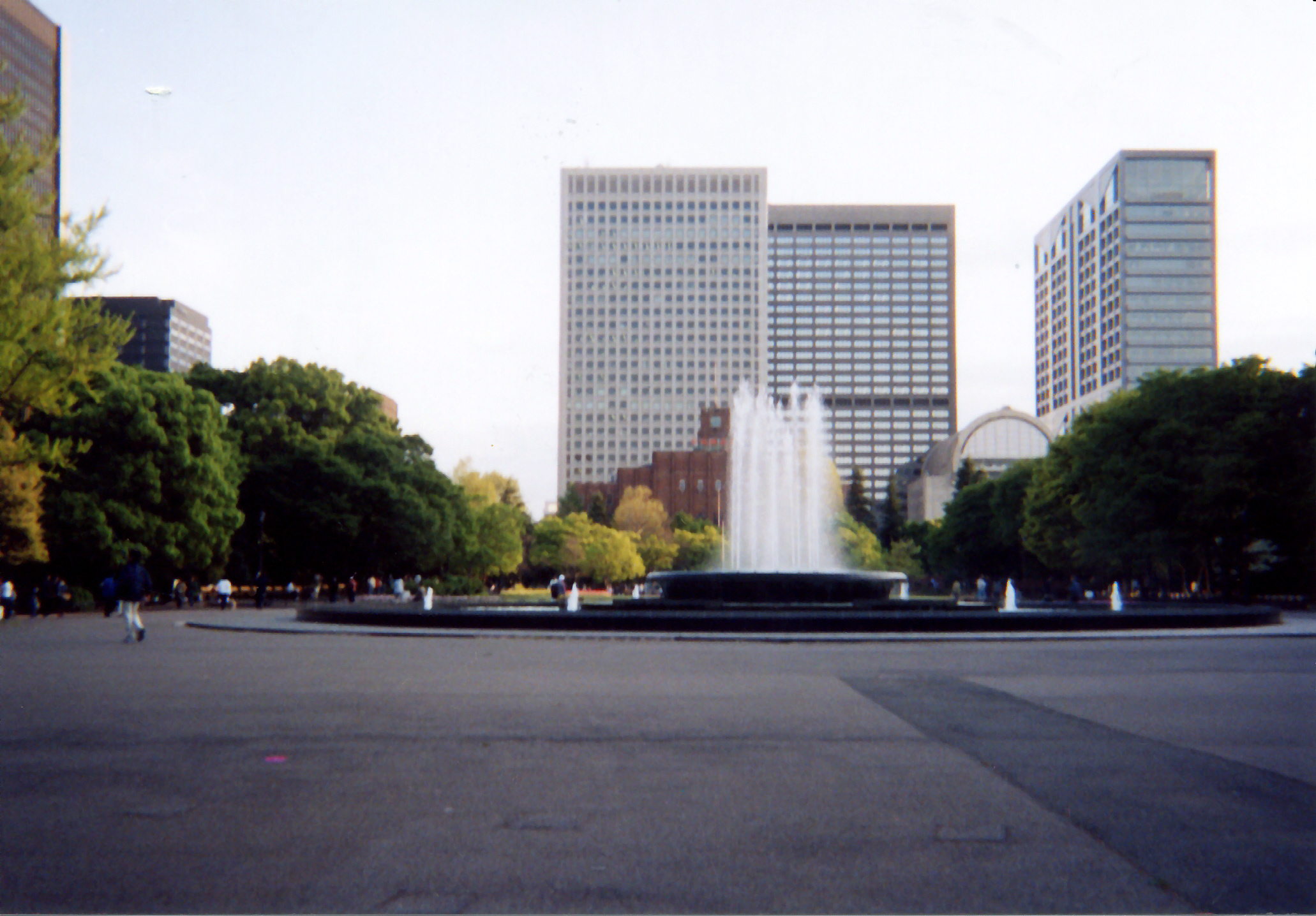
منظرهٔ پارک هیبیا از ایستگاه هیبیا

هیبیا (به ژاپنی: 日比谷 Hibiya) یکی از محله‌های توکیو پایتخت ژاپن است که در منطقهٔ چیودا واقع شده‌است.

## ایستگاه راه‌آهن
- متروی توئی، خط میتا، ایستگاه هیبیا
- متروی توکیو، خط هیبیا
- متروی توکیو، خط چیودا